# Discectomía
La discectomía es una técnica de cirugía que se emplea para el tratamiento de la hernia discal. 

## Procedimiento
Consiste en la extirpación de la porción del disco intervertebral herniado, pero sin realizar ninguna extracción de material óseo de las vértebras afectadas, como se hace en la laminectomía y la laminotomía. En ocasiones para realizar la discectomía es necesario ampliar ligeramente el agujero de conjunción retirando una pequeña cantidad de hueso de la lámina vertebral, en este caso la intervención se denomina discectomía con laminotomía. Si la cirugía se realiza mediante una incisión muy pequeña y utilizando un microscopio quirúrgico, se denomina microdiscectomía, esta última tiene la ventaja sobre la discectomía convencional de tener un plazo de recuperación más rápido.

## Complicaciones
- Riesgo de desarrollar una infección en la herida.
- Daño accidental a alguno de los nervios espinales o a la médula espinal.
- Lesión de la duramadre durante la intervención.
- Recurrencia de la hernia discal.
- Fibrosis perirradicular que ocasiona dolor.
- Persistencia de los síntomas tras la intervención.